# Hinkley (Californie)
Pour les articles homonymes, voir Hinckley.
Hinkley est une communauté non incorporée du Comté de San Bernardino au sud de la Californie dans le désert des Mojaves, à environ 193 km au nord-est de Los Angeles.
Sa population était de 1 915 habitants en 2000.

## Pollution
Hinkley est connu pour avoir été le lieu d'une affaire de pollution de l'eau potable qui a commencé dans les années 1950 et 1960, avec notamment du chrome hexavalent (ou chrome-6), issu de l'eau de refroidissement d'une usine de la Pacific Gas and Electric Company. De nombreux habitants souffrent d'importants problèmes de santé, tels que des cancers. Cette pollution et ses effets ont été dénoncés par la militante Erin Brockovich, et a fait l'objet du film Erin Brockovich, seule contre tous de Steven Soderbergh, sorti en 2000.